# Andreacarus voalavo
Andreacarus voalavo é um ácaro parasita encontrado no roedor malgaxe Voalavo gymnocaudus. Descrito pela primeira vez em 2007, é parente próximo de Andreacarus gymnuromys e de Andreacarus eliurus, que são encontrados em outros roedores malgaxes. O comprimento do idiossoma, o corpo principal, é de 630 a 670 µm nas fêmeas e de 450 a 480 µm nos machos. Diferente do A. eliurus, esta espécie não possui glândulas esternais (órgãos secretores) distintas entre duas lirifissuras (órgãos sensoriais) na parte inferior do corpo da fêmea. O pilus dentilis, um órgão sensorial na quelícera, é serrilhado, o que o distingue de Andreacarus gymnuromys. As fêmeas de A. gymnuromys também têm um escudo esternal (cobrindo parte das partes inferiores) menos ornamentado e cerdas [en] (setas) mais curtas nas partes superiores.

## Taxonomia e ecologia
Andreacarus voalavo foi nomeado em 2007 por Ashley Dowling, Andre Bochkov e Barry OConnor [en], com base em 15 espécimes encontrados num indivíduo do roedor Voalavo gymnocaudus que foi coletado em 1994 na reserva de Anjanaharibe-Sud [en] no norte de Madagáscar. O nome específico, voalavo, é retirado do nome genérico do hospedeiro tipo. Voalavo gymnocaudus, o único hospedeiro conhecido, é encontrado apenas nos maciços de Anjanaharibe-Sud e Marojejy [en] ao norte [en] de Madagáscar  Andreacarus voalavo é parente próximo de Andreacarus gymnuromys e de Andreacarus eliurus, encontrados em outros roedores malgaxes. São membros do gênero Andreacarus [en], que atualmente inclui 11 espécies encontradas em roedores e outros pequenos mamíferos em Madagáscar e na África continental.

## Descrição
Na fêmea, o pilus dentilis, um órgão sensorial na quelícera (peça bucal), é serrilhado, e não liso como em Andreacarus gymnuromys. O idiossoma (parte principal do corpo) tem de 630 a 670 µm de comprimento e 370 a 435 µm de largura, e o escudo dorsal (cobrindo o lado superior) tem de 620 a 655 µm de comprimento e 360 a 370 µm de largura. As cerdas [en] (setas) dorsais são longas em relação ao A. gymnuromys. O escudo esternal (no lado inferior do corpo) tem 115 a 125 µm de comprimento e 184 a 200 µm de largura e é mais ornamentado do que no A. gymnuromys. Diferente de Andreacarus eliurus, Andreacarus voalavo não possui glândulas esternais (órgãos secretores) distintas entre as lirifissuras (órgãos sensoriais) iv1 e iv2 no lado inferior do corpo. Os outros escudos no lado inferior do corpo são o escudo genitoventral (232 a 253 por 170 a 182 µm), o escudo peritremático (140 a 147 por 117 a 127 µm) e o escudo anal (140 a 147 por 117 a 127 µm). Na parte mole da cutícula, existem nove pares de cerdas. Os primeiros segmentos das pernas, as coxas, não possuem ganchos. Nas coxas do terceiro par de pernas, as cerdas na parte posterior são em forma de espora.
O idiossoma do macho tem de 450 a 480 µm de comprimento e 270 a 300 µm de largura, o escudo dorsal tem de 440 a 475 por 250 a 270 µm, e o escudo holoventral tem de 360 a 395 µm de comprimento e 189 a 207 µm de largura.

### Literatura citada
- Dowling, A. P. G.; Bochkov, A. V.; OConnor, B. M. (2007). «Revision of the genus Andreacarus (Acari: Laelapidae) with description of seven new species and a new genus for Australian species formerly placed in Andreacarus». Journal of Medical Entomology. 44 (3): 405–421. PMID 17547225. doi:10.1603/0022-2585(2007)44[405:ROTGAA]2.0.CO;2
- Musser, G. G.; Carleton, M. D. (2005). «Superfamily Muroidea». In:  Wilson, D. E.; Reeder, D. M. Mammal Species of the World: A Taxonomic and Geographic Reference. Baltimore: The Johns Hopkins University Press. pp. 894–1531. ISBN 978-0-8018-8221-0